# Liste der Kulturgüter in Horn TG
Die Liste der Kulturgüter in Horn TG enthält alle Objekte in der Gemeinde Horn im Kanton Thurgau, die gemäss der Haager Konvention zum Schutz von Kulturgut bei bewaffneten Konflikten, dem Bundesgesetz vom 20. Juni 2014 über den Schutz der Kulturgüter bei bewaffneten Konflikten sowie der Verordnung vom 29. Oktober 2014 über den Schutz der Kulturgüter bei bewaffneten Konflikten unter Schutz stehen.
Objekte der Kategorie A sind im Gemeindegebiet nicht ausgewiesen, Objekte der Kategorie B sind vollständig in der Liste enthalten, Objekte der Kategorie C fehlen zurzeit (Stand: 1. Januar 2023).

## Kulturgüter
| Foto | | Objekt                                                                 | Kat. | Typ | Standort                           | Beschreibung |
| ---- | -------------------------------------------------------------------------------------------------- | ---------------------------------------------------------------------- | ---- | --- | ---------------------------------- | ------------ |
| ja   | Datei hochladen · Wikidata zu Oel- und Fettwerke Sais (Hauptbau und Raffineriegebäude) (Q29883067) | Öl- und Fettwerke Sais (Hauptbau und Raffineriegebäude) KGS-Nr.: 05066 | B    | G   | Seestrasse 125 751538 / 262774     |              |
| ja   | Datei hochladen · Wikidata zu Reformierte Kirche (Q29883070)                                       | Reformierte Kirche KGS-Nr.: 05067                                      | B    | G   | Seestrasse 101.1 752318 / 262622   |              |
| ja   | Datei hochladen · Wikidata zu Schloss Horn (Q29883072)                                             | Schloss Horn KGS-Nr.: 05068                                            | B    | G   | Seestrasse 27 753032 / 262225      |              |
| ja   | Datei hochladen · Wikidata zu Schulhaus mit Turnhalle (Q29883073)                                  | Schulhaus mit Turnhalle KGS-Nr.: 05069                                 | B    | G   | Tübacherstrasse 14 752400 / 262350 |              |
| ja   | Datei hochladen · Wikidata zu Katholische Kirche St. Franz Xaver (Q29883066)                       | Katholische Kirche St. Franz Xaver KGS-Nr.: 13742                      | B    | G   | Kirchstrasse 9a 752541 / 262319    |              |